# Sotol
Il sotol è un distillato preparato dall'omonima pianta Dasylirion wheeleri (comunemente nota come spugna del deserto, in inglese Desert Spoon, in spagnolo sotol), che cresce nelle aree selvatiche del Messico settentrionale, del New Mexico, del Texas occidentale e del Texas Hill Country. 
È noto come la bevanda nazionale degli stati di Chihuahua, Durango e Coahuila. Ce ne sono pochi esempi commerciali disponibili. È prodotto in una maniera simile al più comune mescal artigianale del Messico centrale.

## Storia
Presso il Fate Bell Shelter, che si trova sul lato statunitense del Rio Grande, la pianta di sotol è rappresentata sulle pareti rocciose recanti pitture rupestri. Sandali, cesti, corde, stuoie e molti altri oggetti realizzati con fibre di sotol dimostrano quanto fosse importante questa risorsa per gli Anasazi della cultura dei produttori di cesti. Questi manufatti risalgono a circa il 7.000 a.C..

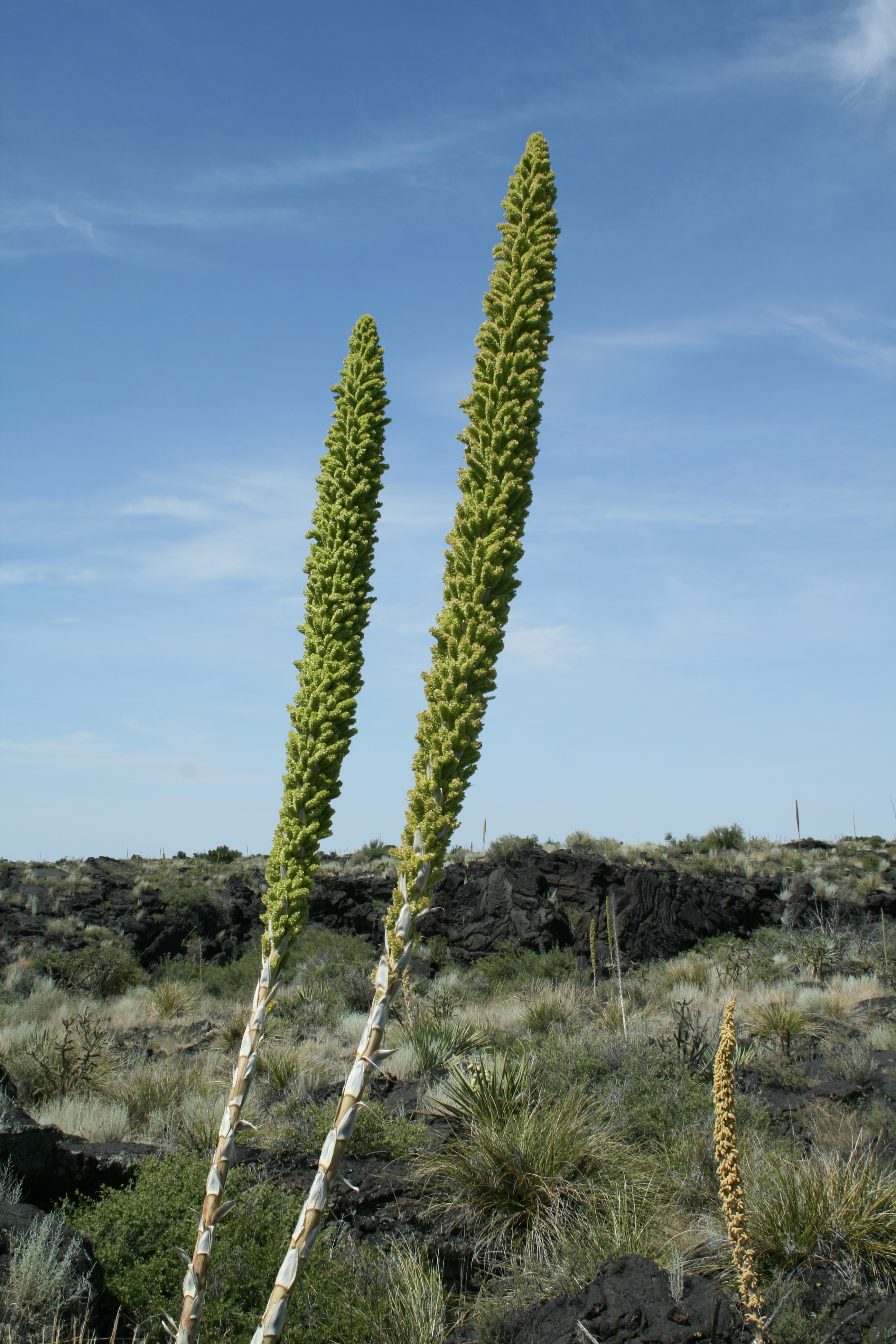
Fiore della pianta Dasylirion wheeleri

La base di uno stelo cotto di sotol può essere consumata come una foglia di carciofo. Questo residuo, chiamato "quid", assomiglia a un cucchiaio e può essere utilizzato come tale.
I siti archeologici in cui è stato mangiato sotol in questo modo sono pieni di scarti di "quid" di migliaia di anni fa.
Gli steli dei fiori di sotol e di lattuga, usati come atlatl (propulsore) per il lancio da dietro delle lance sono stati trovati nella Ceremonial Cave (Monti Hueco, vicino a El Paso, Texas). Lo stelo di sotol, inoltre, poteva essere utilizzato come innesco per accendere il fuoco.
Una figura umanoide con un mazzo di foglie spinose al posto della testa e una striscia nera nel mezzo del suo corpo può rappresentare lo spirito magico del sotol.
Talvolta appare in associazione a scene di caccia. Altre volte appare circondata da fiamme di ocra arancione e nerofumo.
La presenza, nei rifugi rocciosi, di bacini aventi lunghezza di 50 cm e profondità di 4 cm e di cumuli di "quid" suggerisce che la produzione di alcolici impiegando il sotol risalga almeno al 7.000 a.C.. Le pitture murali del Fate Bell Shelter possono in parte essere un tributo alla notevole utilità del sotol.
Successivamente, attorno al 1.200 d.C., i locali indiani Chihuahua fermentarono il succo di sotol per produrre una bevanda alcolica simile alla birra. Nel XVI secolo, i coloni spagnoli introdussero le tecniche europee di distillazione per produrre una bevanda alcolica. Il sotol sta iniziando ad ottenere un riconoscimento internazionale come i suoi cugini, il mescal e la tequila.
Dal settembre 2002, il sotol ha ottenuto la denominazione di origine e un regolamento per la sua produzione nel territorio messicano grazie alla Norma Ufficiale Messicana NOM-159-SCFI-2004.

## Produzione
La Dasylirion wheeleri impiega circa 15 anni per giungere a maturazione e si produce solamente una bottiglia di sotol per pianta. La pianta cresce tipicamente su pendii rocciosi nelle praterie del deserto di Chihuahua, tra circa 1.000 e 2.200 metri sul livello del mare. A differenza dell'agave, che fiorisce una sola volta nella sua vita, la Dasylirion wheeleri produce un nuovo stelo del fiore dopo alcuni anni. Una volta che la pianta matura, la si raccoglie in maniera analoga a come si fa per le piante di agave quando si producono il mescal o la tequila. Si rimuovono le foglie esterne per mettere in vista lo stelo centrale, che è portato in distilleria. Lo stelo può essere cotto o trattato con vapore, macinato, fermentato; quindi si sottopone la soluzione fermentata a distillazione. Il sotol possiede un sapore e una fragranza simili a quelle della tequila; senza dubbio, è meno dolce e più forte di questa.

## Varietà
Esistono quattro varietà riconosciute ufficialmente:
- Sotol blanco o plata (argento)
- Sotol joven (oro)
- Sotol reposado (invecchiato da parecchi mesi a un anno)
- Sotol añejo (stravecchio, invecchiato per almeno un anno)